# Withering to Death.
Withering to death. é o quinto álbum da banda japonesa Dir en grey, lançado em 9 de março de 2005. Foi o primeiro álbum a ser lançado oficialmente na Europa e na América do Norte.
No Japão, a edição limitada vinha com uma capa bege e um encarte vermelho, enquanto que a versão padrão tem a capa preta e um encarte roxo. A versão americana e européia do CD vinham com um DVD adicional com os vídeos de "Saku" (EUA/RU), "Dead Tree" (Alemanha) ou "Kodou" (França), junto com "The Final", e imagens ao vivo de "Merciless Cult" e "Machiavellism", além de outras imagens do "Tour 04 The Code of Vulgarism".

## Recepção e legado
| Críticas profissionais | Críticas profissionais |
| Avaliações da crítica  | Avaliações da crítica  |
| Fonte                  | Avaliação              |
| ---------------------- | ---------------------- |
| Allmusic               | [ 1 ]                  |
| IGN link               | 8.1/10                 |
| Nihon Review link      | 10 de 10 estrelas.     |

Stewart Mason, do AllMusic, comentou sobre o álbum: "A banda possui seus truques e estão trabalhando com tudo que vale a pena; Withering to Death não traz nada de novo para a festa, musicalmente ou liricamente, exceto o single Clever Sleazoid [...]"
Em junho de 2006, Withering to death. alcançou a 42ª posição na parada "Top Heatseekers" da Billboard. O site Amazon.com incluiu o álbum na sua lista de "Os 10 Melhores álbuns de hard rock e metal de 2006". O álbum também alcançou a posição número 31 na décima quarta semana de 2005 no "Top 50 de álbuns na Finlândia", ficando uma semana nessa posição.
Em 2007, a Rolling Stone Japan avaliou o álbum em 34º lugar na lista dos "100 Maiores Álbuns de Rock Japonês de Todos os Tempos".

## Faixas
Todas as letras escritas por Kyo, todas as músicas compostas por Dir en grey.
| N.º            | Título                                                                       | Duração |  |
| 1.             | "Merciless Cult"                                                             | 2:55    |  |
| 2.             | "C"                                                                          | 3:30    |  |
| 3.             | "Saku (朔 -Saku-)"                                                           | 2:57    |  |
| 4.             | "Kodoku ni Shisu, Yueni Kodoku. (孤独に死す、故に孤独。)"                    | 3:25    |  |
| 5.             | "Itoshisa wa Fuhai ni Tsuki (愛しさは腐敗につき)"                            | 4:15    |  |
| 6.             | "Jesus Christ R 'n R"                                                        | 4:00    |  |
| 7.             | "Garbage"                                                                    | 2:49    |  |
| 8.             | "Machiavellism"                                                              | 3:16    |  |
| 9.             | "Dead Tree"                                                                  | 4:50    |  |
| 10.            | "The Final"                                                                  | 4:13    |  |
| 11.            | "Beautiful Dirt"                                                             | 2:33    |  |
| 12.            | "Spilled Milk"                                                               | 3:44    |  |
| 13.            | "Higeki ha Mabuta wo Oroshita Yasashiki Utsu (悲劇は目蓋を下ろした優しき鬱)" | 5:08    |  |
| 14.            | "Kodou (鼓動)"                                                               | 3:39    |  |
| Duração total: | Duração total:                                                               | 51:20   |  |

## Ficha técnica

### Dir en grey
- Kyo (京) – vocais
- Kaoru (薫) – guitarra
- Die – guitarra
- Toshiya – baixo
- Shinya – bateria